# تعادل مکانیکی

یک جسم که بر روی یک سطح تخت و نمودار جسم آزاد متناظر با نیروهای وارده بر روی جسم. نیروی نرمال N برابر، مخالف و همخط با نیروی گرانشی mg است، بنابراین جمع نیرها صفر است. بنابراین، جسم در حالت تعادل مکانیکی استاتیک قرار دارد.

تعادل استاتیک یا تعادل مکانیکی عبارت است از وقتی که هیچ‌گونه نیروی خنثی‌نشده‌ای در داخل سیستم و همچنین بین سیستم و محیط آن وجود نداشته باشد؛ در این حالت، می‌گویند که سیستم در تعادل مکانیکی قرار دارد. اگر این شرایط برقرار نباشند، یا سیستم به‌تنهایی یا سیستم و محیط اطراف آن هر دو تغییر حالت خواهند داد و این تغییر حالت وقتی متوقف می‌شود که تعادل مکانیکی دوباره برقرار گردد.